# Apostolisches Vikariat Anatolien
Das Apostolisches Vikariat Anatolien (lat.: Vicariatus Apostolicus Anatoliensis) ist ein in der Türkei gelegene römisch-katholisches Apostolisches Vikariat mit Sitz in İskenderun.

## Geschichte
Die Apostolische Präfektur Trapezunt wurde am 13. März 1845 aus Gebietsabtretungen des Apostolischen Vikariats Konstantinopel errichtet und den Kapuzinern, die von der Mission in Tiflis von den Russen vertrieben wurden, anvertraut. Sie beinhaltete die Küstenregion am Schwarzen Meer (aus diesem Grund war sie auch als die Apostolische Präfektur Schwarzes Meer bekannt) und in Mittel-Ost-Anatolien. Am 12. September 1896 wurde die Apostolische Präfektur aufgelöst und ihr Gebiet zurück an das Apostolische Vikariat Konstantinopel gegeben. Papst Pius XI. trennte die Teilkirchen am 20. Juni 1931 mit dem Breve Quae Christiani wieder und dieses Mal wurde die Mission sui juris Trapezunt mit Sitz in Samsun unmittelbar der Congregatio de Propaganda Fide unterstellt, die im Wesentlichen das gleiche Gebiet der ehemaligen Apostolischen Präfektur erhielt.
Mit dem Dekret Quo Melius der Kongregation für die orientalischen Kirchen wurde sie am 30. November 1990 zu einem Apostolischen Vikariat erhoben unter Einbeziehung des südlichen Zentral-Anatolien (zuvor zum Apostolischen Vikariat Konstantinopel gehörend) und unter der Annahme seines heutigen Namens. Sitz des Apostolischen Vikars war die Stadt Mersin, der am 29. Juni 2000 nach Iskenderun umzog.
Der Apostolische Vikar Luigi Padovese OFMCap, der auch Vorsitzender der Türkischen katholischen Bischofskonferenz war, wurde am 3. Juni 2010 ermordet.

## Ordinarien

### Apostolische Präfekten von Trapezunt
- Damiano da Viareggio (1845–1852)
- Filippo Maria da Bologna (1852–1881)
- Eugenio da Modica (1881–1896)

### Superiore von Trapezunt
- Michele da Capodistria (1931–1933)
- Giovanni Giannetti da Fivizzano (1933–1955)
- Prospero Germini da Ospitaletto (1955–1961)
- Michele Salardi da Novellara (1961–1966)
- Giuseppe Germano Bernardini (1966–1983, dann Erzbischof von Izmir, 1983–1990 Apostolischer Administrator)

### Apostolischer Vikar von Anatolien
- - Ruggero Franceschini (1990–1993 als Apostolischer Administrator)
- Ruggero Franceschini (1993–2004, dann Erzbischof von Izmir)
- Luigi Padovese (2004–2010)
  - Ruggero Franceschini (2010–2015 als Apostolischer Administrator)[2]
- Paolo Bizzeti SJ (2015–2024)
- Sedisvakanz (seit 2024)

## Statistik
| Jahr | Bevölkerung | Bevölkerung | Bevölkerung | Priester     | Priester         | Priester       | Priester               | Ständige Diakone | Ordensleute  | Ordensleute      | Pfarreien |
| Jahr | Katholiken  | Einwohner   | %           | Gesamtanzahl | Diözesanpriester | Ordenspriester | Katholiken je Priester | Ständige Diakone | Ordensbrüder | Ordensschwestern | Pfarreien |
| ---- | ----------- | ----------- | ----------- | ------------ | ---------------- | -------------- | ---------------------- | ---------------- | ------------ | ---------------- | --------- |
| 1950 | 175         | 3.850.000   | 0,0         | 4            |                  | 4              | 43                     |                  |              |                  | 3         |
| 1970 | 200         | 4.500.000   | 0,0         | 4            | 2                | 2              | 50                     |                  | 4            |                  |           |
| 1999 | 3.000       | ?           | ?           | 10           | 1                | 9              | 300                    | 1                | 19           | 10               | 6         |
| 2000 | 4.500       | ?           | ?           | 11           | 5                | 6              | 409                    | 1                | 15           | 10               | 7         |
| 2002 | 4.500       | ?           | ?           | 14           | 8                | 6              | 321                    | 1                | 14           | 12               | 6         |
| 2003 | 4.550       | ?           | ?           | 9            | 3                | 6              | 505                    | 1                | 14           | 12               | 7         |
| 2004 | 4.550       | ?           | ?           | 11           | 4                | 7              | 413                    | 1                | 15           | 11               | 8         |
| 2010 | 4.363       | ?           | ?           | 8            | 1                | 7              | 545                    |                  | 8            | 7                | 6         |
| 2014 | 2.800       | ?           | ?           | 7            |                  | 7              | 400                    |                  | 9            | 3                | 6         |
| 2015 | 3.000       | ?           | ?           | 7            |                  | 7              | 428                    |                  | 8            | 3                | 6         |
| 2017 | 1.500       | ?           | ?           | 8            |                  | 8              | 187                    |                  | 10           | 6                | 6         |